# Bodallin
Bodallin is een plaats in de regio Wheatbelt in West-Australië.

## Geschiedenis
Ten tijde van de Europese kolonisatie leefden de Kalamaia Aborigines in de streek.
Van 1864 tot 1866 verkende Charles Cooke Hunt de Yilgarn. Op 13 maart 1865 sloeg hij met zijn ploeg de 'Boddalin Well' (Well No.10), een waterput, langs een pad dat hij landinwaarts ontwikkelde. Zijn ploeg bestond voornamelijk uit gepensioneerde soldaten en gevangenen op probatie. De plaatsen waar de waterputten werden gegraven werden meestal, al dan niet vrijwillig, door Aboriginesgidsen aangewezen.
Tussen 1894 en 1897 werd een spoorweg door de streek getrokken en ten noordwesten van de waterput werd een nevenspoor, en een dam om de stoomlocomotieven van water te voorzien, aangelegd. In 1918 werd het plaatsje 'Boddalin' er officieel gesticht; in 1947 werd de schrijfwijze in 'Bodallin' veranderd. De naam zou zijn afgeleid van de Aboriginesnaam voor een nabijgelegen waterbron, 'Boodalin', en "brede ronde kwel" hebben betekend.
In 1924 werd er een schooltje geopend. De school vond in maart 1961 onderdak in een nieuw gebouw. Het oude schoolgebouw werd een bibliotheek.
In 1932 meldde de Wheatpool of Western Australia dat ze twee graanzuigers in Bodallin zou installeren.

## 21e eeuw
Bodallin maakt deel uit van het lokale bestuursgebied (LGA) Shire of Yilgarn. Het is een verzamel- en ophaalpunt voor de oogst van de graanproducenten uit de streek die bij de Co-operative Bulk Handling Group aangesloten zijn. In 2021 telde Bodallin 40 inwoners.

## Transport
Bodallin ligt langs de Great Eastern Highway, 323 kilometer ten oosten van Perth, 56 kilometer ten oosten van Merredin en 48 kilometer ten westen van Southern Cross.
Bodallin is een stopplaats op de Eastern Goldfields Railway voor Transwa's 'Prospector'-treindienst.